# Сьюдад-Гуаяна
Сьюдад-Гуаяна (исп. Ciudad Guayana) — город на северо-востоке Венесуэлы, штат Боливар.
Население — 940 тыс. жителей, Сьюдад-Гуаяна — крупнейший город штата, в нём проживает около половины его населения.
Город расположен на правом берегу реки Ориноко, при впадении в неё Карони, в 220 км от её устья, в 110 км ниже по течению от города Сьюдад-Боливар, на границе со штатами Дельта-Амакуро и Ансоатеги.
Первоначальное название города Санто-Томе-де-Гуаяна (Santo Tomé de Guayana). Город основан в 1961 году как новый промышленный центр на севере богатого ресурсами региона Гвианское плоскогорье. Развитие города связано с постройкой крупной плотины и гидроэлектростанции Гури на реке Карони в 70 км южнее города, дающей более половины электроэнергии Венесуэлы. Крупный речной порт, аэропорт.
В городе расположены два алюминиевых завода, производство стали, предприятия машиностроения. В районе — добыча золота, бокситов, леса.